# Orla Conde
A Orla Prefeito Luiz Paulo Conde, popularmente conhecida como Orla Conde ou Boulevard Olímpico, é um calçadão situado na Zona Central da cidade do Rio de Janeiro, às margens da Baía de Guanabara. Com cerca de 3,5 km de extensão e 287 mil m² de área, estende-se pelos seguintes bairros: Centro, Gamboa e Saúde. A orla foi gradualmente inaugurada entre 2015 e 2017, ocupando a área que antes ficava sob o Elevado da Perimetral, além de substituir parte da Avenida Rodrigues Alves. Sua abertura pôs fim a 252 anos de acesso restrito, em um trecho da orla, a militares do 1º Distrito Naval.
O passeio público, situado entre o Armazém 8 do Cais da Gamboa e o Largo da Misericórdia, percorre diversos pontos culturais, dos quais quatro deles foram construídos justamente para fomentar a região como um pólo de entretenimento e turismo: o Museu de Arte do Rio (MAR), o AquaRio, o Mural Etnias e o Museu do Amanhã. Diversas praças integram a orla, entre elas a Praça Mauá e a Praça XV. Além de novos espaços culturais, a orla também ganhou infraestrutura para adaptar-se à missão de área turística, recebendo a instalação de 206 postes de iluminação de LED, a colocação de 153 bancos e o plantio de 463 árvores, além da instalação de trilhos elétricos para a alocação de quatro paradas do VLT Carioca: Utopia AquaRio, Parada dos Navios/Valongo, Parada dos Museus e Praça XV.
O nome da orla é uma homenagem a Luiz Paulo Conde, ex-prefeito da cidade do Rio de Janeiro e ex-vice-governador do estado do Rio de Janeiro. O prefeito do Rio de Janeiro na época do batismo, Eduardo Paes escolheu o nome para o boulevard devido ao fato de Conde ser, para Paes, o grande inspirador das transformações urbanas que ocorreram durante os seus dois primeiros mandatos como prefeito carioca.

## História

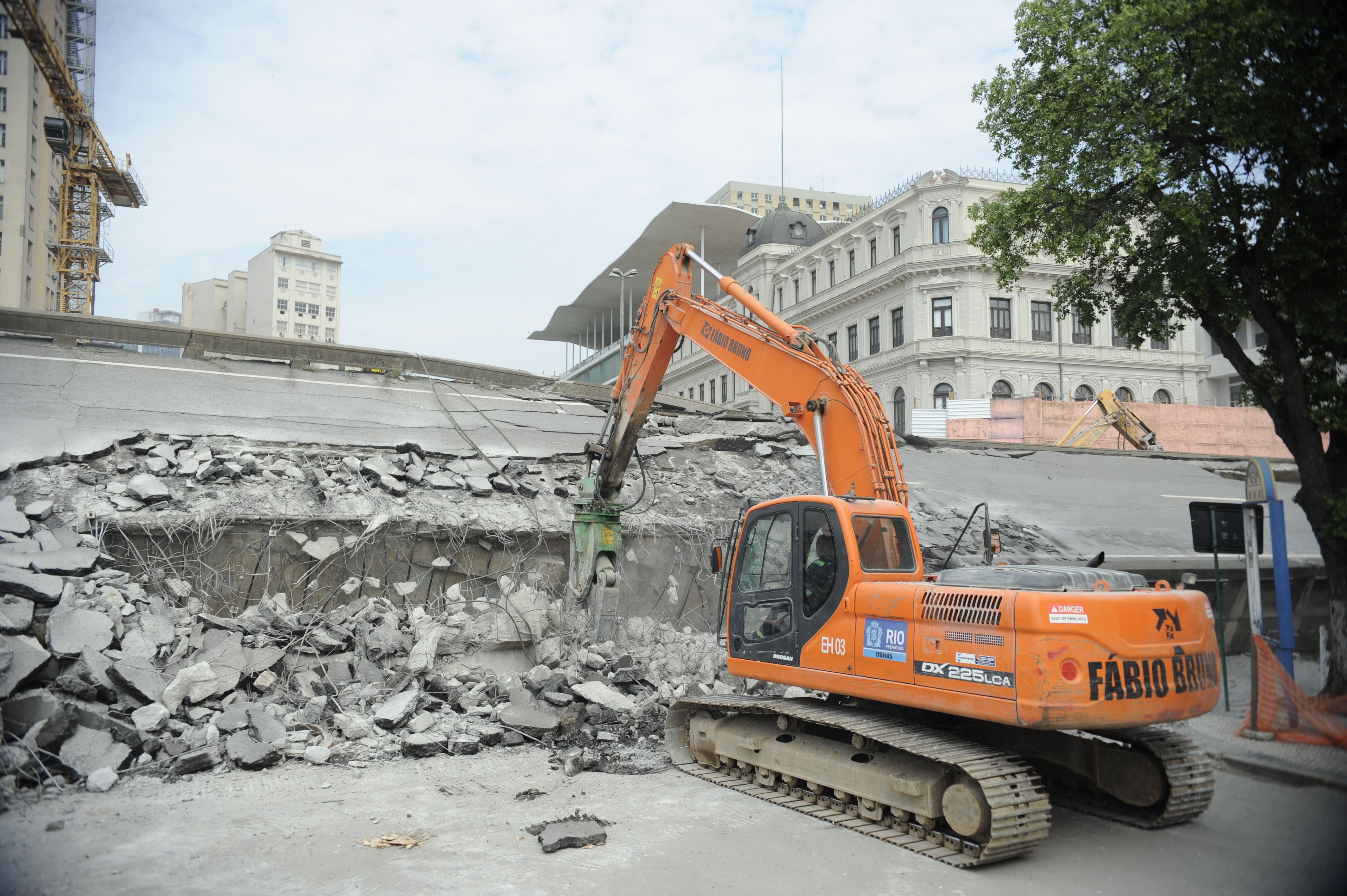
Trecho do Elevado da Perimetral sendo demolido na Praça Mauá, em 2014.

Pouco tempo após assumir o cargo de prefeito do Rio de Janeiro, Eduardo Paes planejara, em 2010, demolir parte do Elevado da Perimetral, substituindo-o por um mergulhão, como parte das obras do Porto Maravilha. Todavia, no dia 24 de novembro de 2011, o prefeito anunciou que o elevado seria demolido em sua totalidade e não apenas um trecho dele.
Para substituir o Elevado da Perimetral, foram construídas duas vias de trânsito: a Via Binário do Porto e o Túnel Prefeito Marcello Alencar. Originalmente, em grande parte da área antes sob o Elevado da Perimetral, previa-se a construção de um passeio público com 2,6 km de extensão e 61 mil m² de área. O novo parque seria arborizado, contaria com uma ciclovia e permitiria a passagem de composições do VLT Carioca. Em 19 de agosto de 2015, o então prefeito Eduardo Paes anunciou que o novo logradouro receberia o nome de Luiz Paulo Conde, ex-prefeito da cidade do Rio de Janeiro.

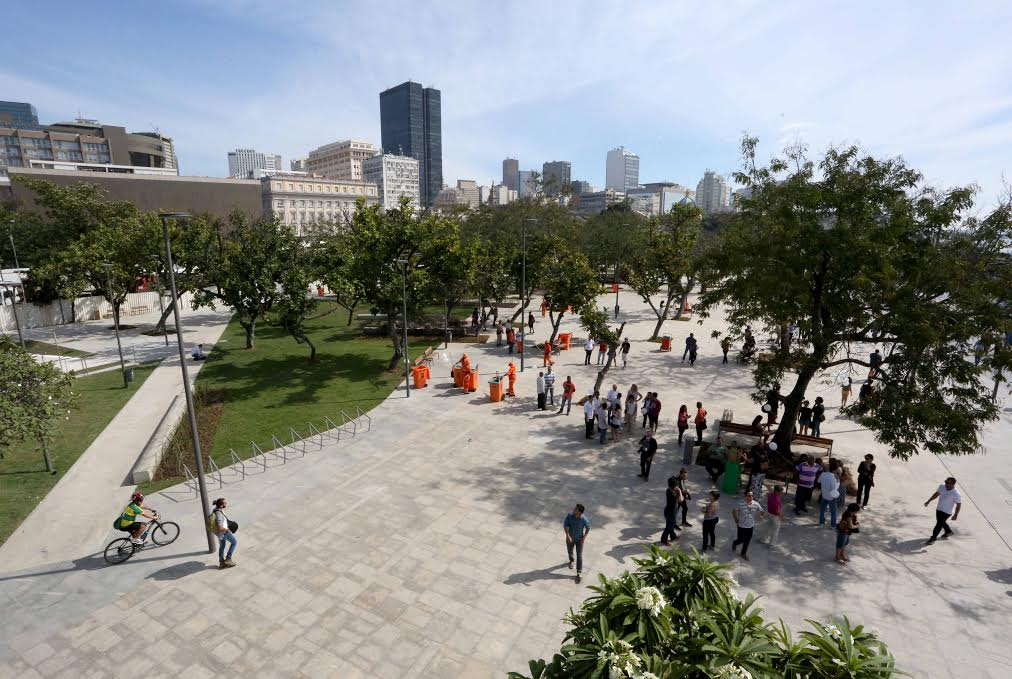
Praça Marechal Âncora, integrante da Orla Conde.

O parque linear foi aberto por trechos: em 6 de setembro de 2015, foi entregue uma parte da Praça Mauá reurbanizada; no dia 3 de abril de 2016, o trecho que margeia o 1º Distrito Naval foi aberto; em 7 de maio de 2016, um antigo trecho da Avenida Rodrigues Alves foi incorporado à orla; 22 dias depois, passaram a fazer parte do boulevard a Praça XV, o Largo da Misericórdia e a Praça Marechal Âncora; entre julho e agosto do mesmo ano, a Praça Muhammad Ali e o Largo da Candelária foram entregues à população; e em 2017, a Praça Barão de Ladário foi reaberta e incorporada ao passeio.
Em novembro de 2017, um trecho de 319 metros da orla, nas proximidades do 1º Distrito Naval, recebeu um guarda-corpo feito de aço galvanizado. O guarda-corpo, que custou R$ 104.724,69 à Companhia de Desenvolvimento Urbano da Região do Porto do Rio de Janeiro (CDURP), possui 1,1 metro de altura e foi pintado com tinta epóxi cinza. Anteriormente, a Marinha do Brasil havia instalado grades de ferro no trecho a fim de garantir a segurança de quem frequenta o boulevard, medida que gerou repercussão negativa.
Em janeiro de 2022, foram iniciadas obras de recuperação da Orla Conde ao longo de toda a sua extensão, com previsão original de duração de quatro meses. A CDURP, para tal finalidade, contratou empresa especializada para reparação dos danos. As obras visaram a recuperação de calçadas, praças e vias de serviço do boulevard, a recomposição de seu paisagismo e a instalação de 300 novos balizadores para coibir a circulação de veículos na Orla, causadores de danos no piso. A manutenção da Orla havia sido retomada em 2021 pela Prefeitura da Cidade do Rio de Janeiro após anos de desleixo.

## Trechos

### Praça Mauá

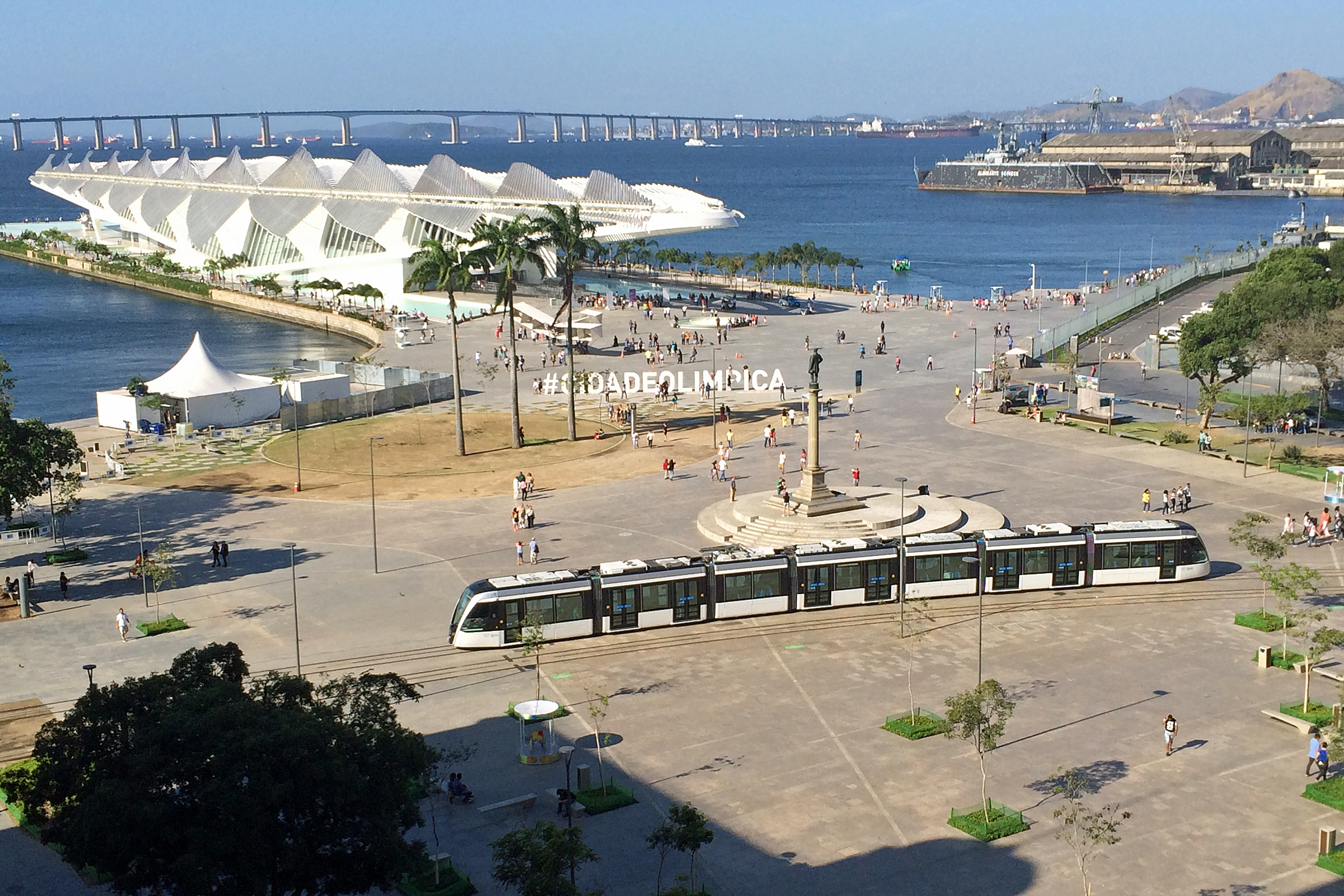
A Praça Mauá após a demolição do Elevado da Perimetral e a posterior reurbanização, em 2016.

O primeiro trecho da Orla Conde foi aberto no dia 6 de setembro de 2015, com a reabertura da Praça Mauá que, além de ser revitalizada, teve sua área ampliada, de 4 mil m² anteriormente para 25 mil m². Revitalizada após a demolição do Elevado da Perimetral, a praça passou a contar com 5 canteiros de flores, 80 bancos, 58 árvores e 50 postes de iluminação.
A Praça Mauá é cruzada por um trecho de 560 metros de trilhos por onde circulam as composições do VLT Carioca. No centro da praça, está localizada a estátua de Irineu Evangelista de Sousa, o Barão de Mauá. A estátua, obra do escultor brasileiro Rodolfo Bernardelli, tem 2,6 metros de altura, possui uma massa de 800 kg e é sustentada por uma coluna de 4,5 metros de altura.
Em seus arredores, situam-se: o Museu do Amanhã, um museu projetado pelo arquiteto espanhol Santiago Calatrava e situado no Píer Mauá; o Museu de Arte do Rio (MAR), composto por dois prédios ligados por uma passarela suspensa; o Edifício Joseph Gire, antiga sede do jornal vespertino A Noite; a Parada dos Museus, que permite o embarque e o desembarque de passageiros das composições do VLT Carioca; dentre outras edificações.

### Contorno do 1º Distrito Naval

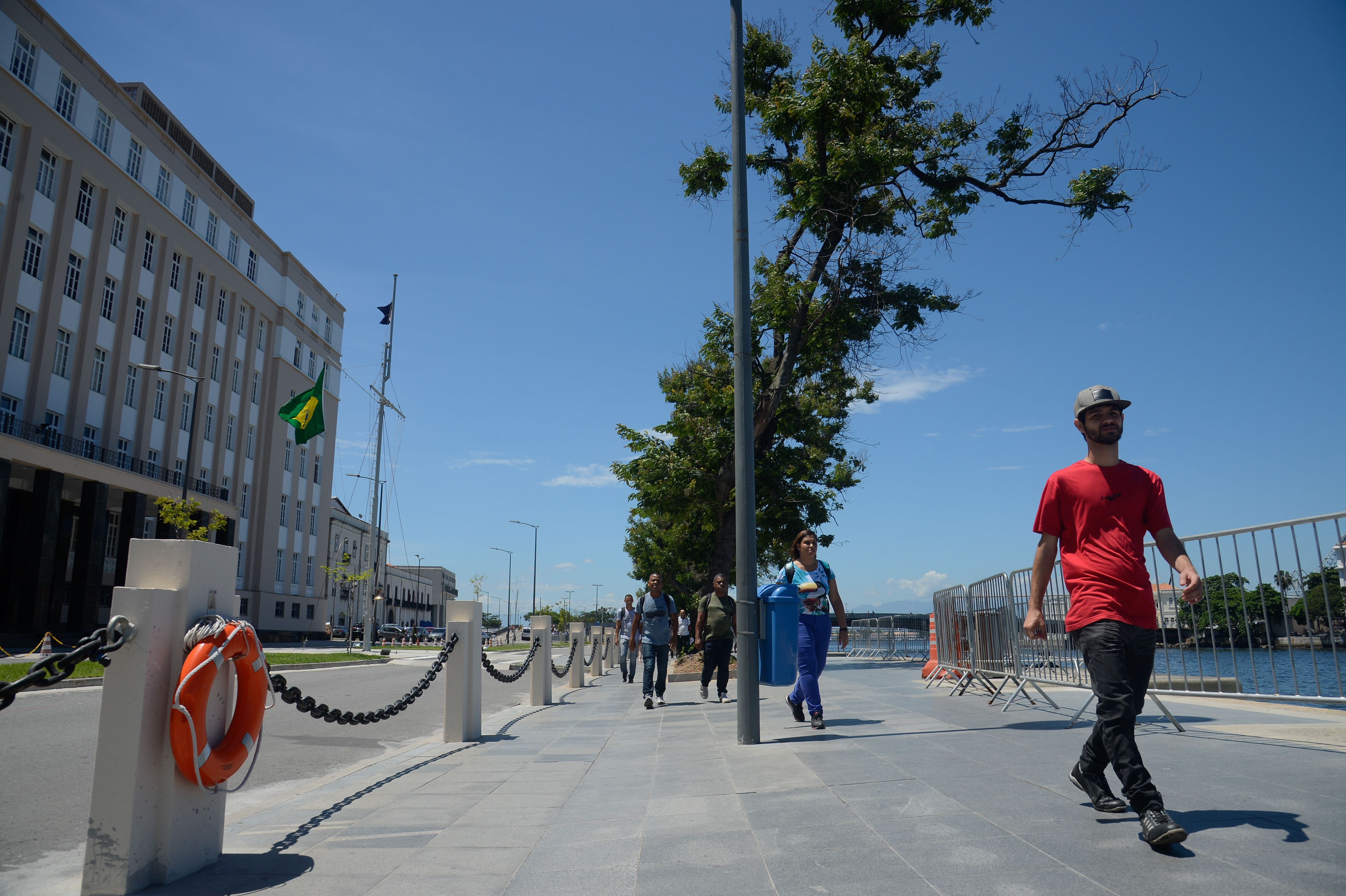
Orla Conde, na altura do Edifício Almirante Tamandaré, em 2016.

No dia 3 de abril de 2016, um trecho de 600 metros e 23.627 m² de área que contorna o 1º Distrito Naval foi aberto, permitindo a circulação livre, antes restrita a militares, entre a Praça Mauá e a Praça Barão de Ladário. A criação do passeio foi possível após um acordo celebrado entre a prefeitura do Rio de Janeiro e o comando do 1º Distrito Naval.
O trecho ganhou um mobiliário urbano e um paisagismo diferenciado do resto da orla, de modo que é possível encontrar exemplares de pata-de-vaca, ipê amarelo, pau-brasil e pitanga em seus jardins. O trajeto também conta com uma passagem de madeira em forma de bumerangue de 70 metros sob a ponte que dá acesso à Ilha das Cobras.
O Arsenal de Marinha do Rio de Janeiro, situado na Ilha das Cobras e principal centro de manutenção da Marinha do Brasil, e o Mosteiro de São Bento, um dos principais monumentos de arte colonial da cidade, podem ser contemplados por quem contorna o 1º Distrito Naval. O Museu do Amanhã também ganha destaque neste trecho da orla.

### Avenida Rodrigues Alves

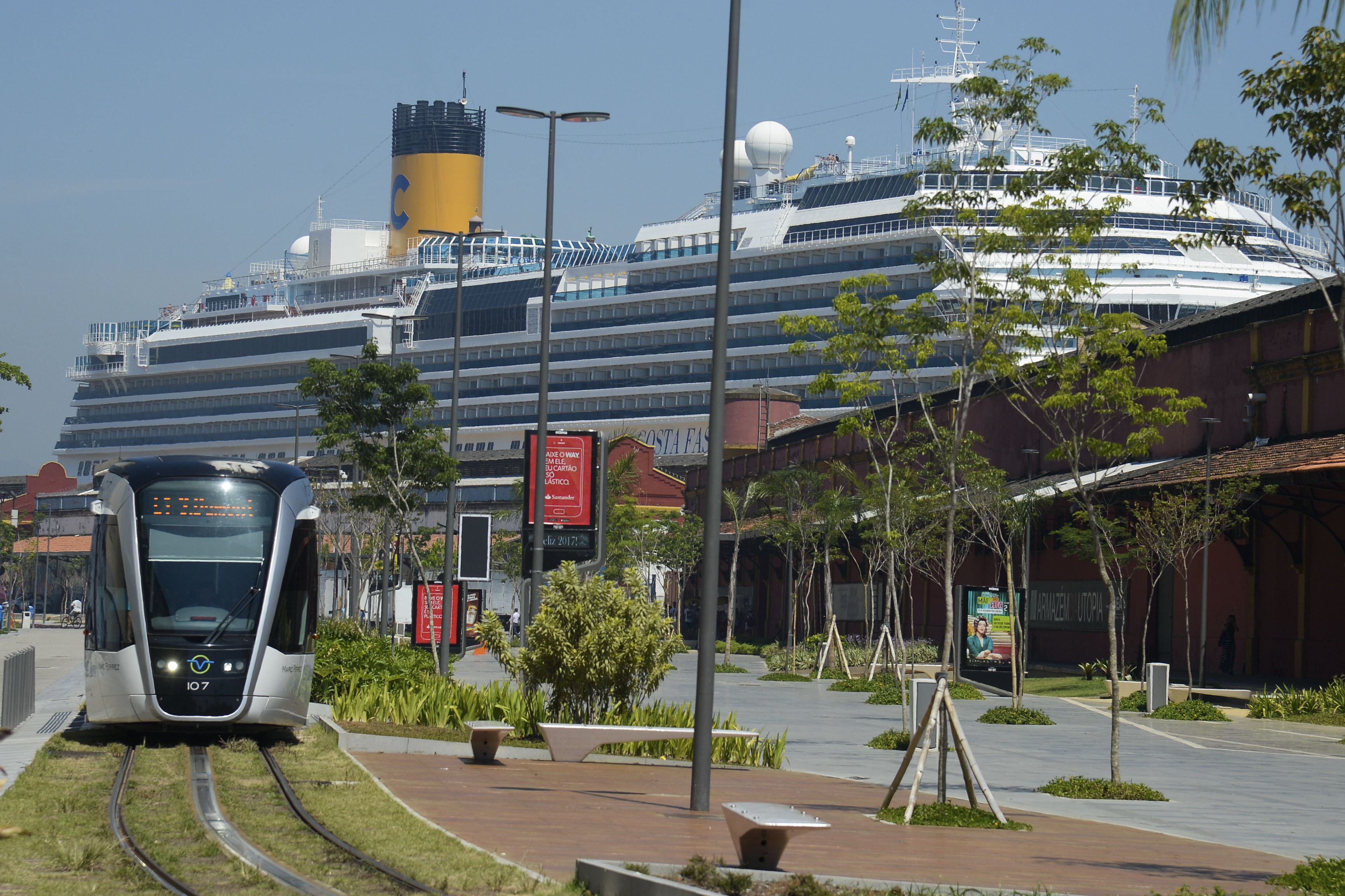
Composição do VLT em operação na orla, em 2016.

Um antigo trecho da Avenida Rodrigues Alves, entre os armazéns 1 e 6 do Porto do Rio de Janeiro, foi incorporado à orla no dia 7 de maio de 2016. Com 1 km de extensão e 57 mil m² de área, tornou-se um parque arborizado, passando a contar com 460 árvores, 51 canteiros e alguns deques. Em parte do calçadão, ficam os trilhos por onde circulam composições do VLT Carioca.
Em seus arredores, situam-se: o Mural Etnias, um painel de 2.500 m² pintado pelo artista Eduardo Kobra; a Estação Marítima de Passageiros do Porto do Rio de Janeiro, que recebe turistas durante a temporada de navios de cruzeiro; a Parada dos Navios/Valongo, que permite o embarque e o desembarque de passageiros das composições do VLT Carioca; dentre outros pontos de interesse.

### Praça XV

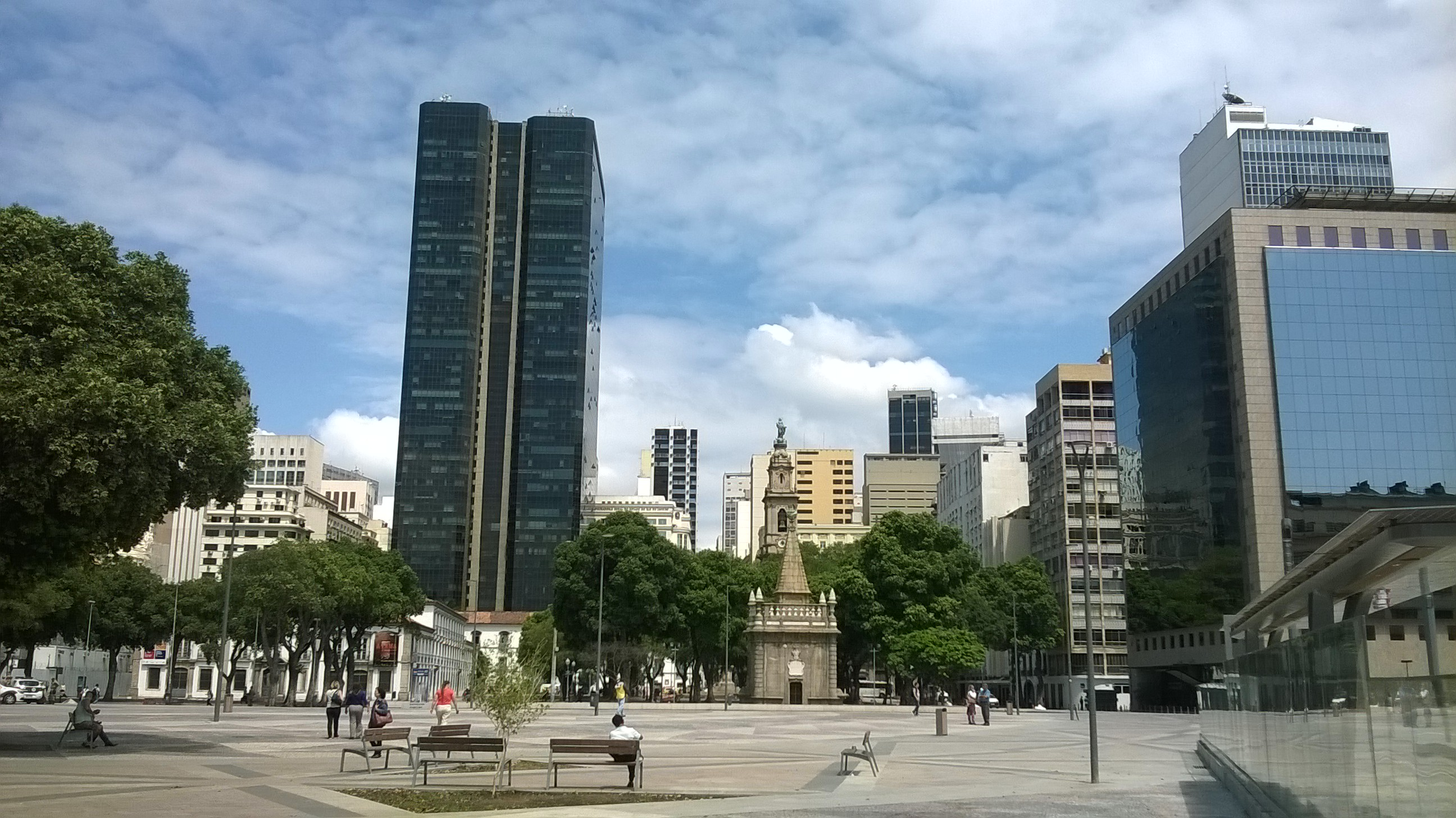
A Praça XV após a demolição do Elevado da Perimetral e a posterior reurbanização, em 2016.

A Praça XV, junto com a Praça Marechal Âncora e o Largo da Misericórdia, foram incorporadas ao passeio público em 29 de maio de 2016 após serem revitalizadas por um projeto urbanístico que homenageia o antigo Mercado de Peixes da Praça XV. Somando 77.978 m² e 777 metros de extensão, as praças contam com um total de 360 m² em deques de madeira e 50 mil m² de granito, incluindo ainda 161 bancos e 27 lixeiras.
Em seus arredores, situam-se: o Ancoramar, um restaurante cuja culinária é especializada em peixes e frutos do mar; o Paço Imperial, um edifício colonial que foi a residência dos governadores da Capitania do Rio de Janeiro entre 1743 e 1763; o Museu Histórico Nacional, um museu cujo acervo é constituído por cerca de 300 mil peças utilizadas no estudo, preservação e divulgação da História do Brasil; a Parada Praça XV, que permite o embarque e o desembarque de passageiros das composições do VLT Carioca; dentre outras edificações.

### Praça Muhammad Ali

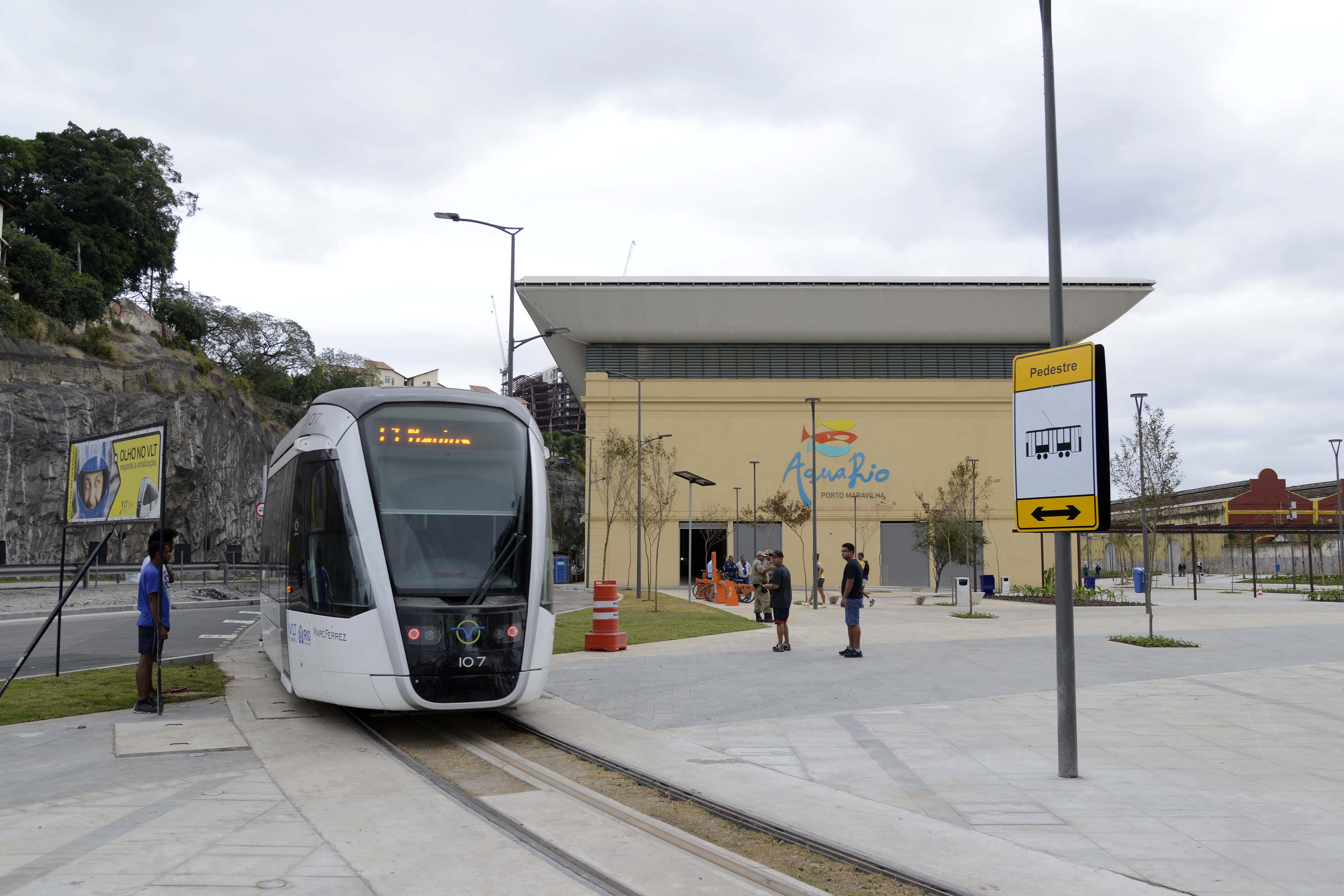
VLT cruzando a praça, em 2016.

Situando-se entre os armazéns 6 e 8 do Cais da Gamboa, a Praça Muhammad Ali foi inaugurada no dia 17 de julho de 2016, somando 21.861 m² e 416 metros de extensão à orla. A praça conta, desde janeiro de 2017, com um parquinho moderno, que oferece uma opção a mais de entretenimento a jovens e crianças que passam pela área.
Em seus arredores, situam-se: o AquaRio, um aquário público que conta com 4 milhões de litros de água salgada e 8 mil animais marinhos de 350 espécies diferentes; o Armazém da Utopia, um centro cultural localizado no Armazém 6 do Cais da Gamboa; e a Parada Utopia AquaRio, que permite o embarque e o desembarque de passageiros das composições do VLT Carioca.

### Largo da Candelária

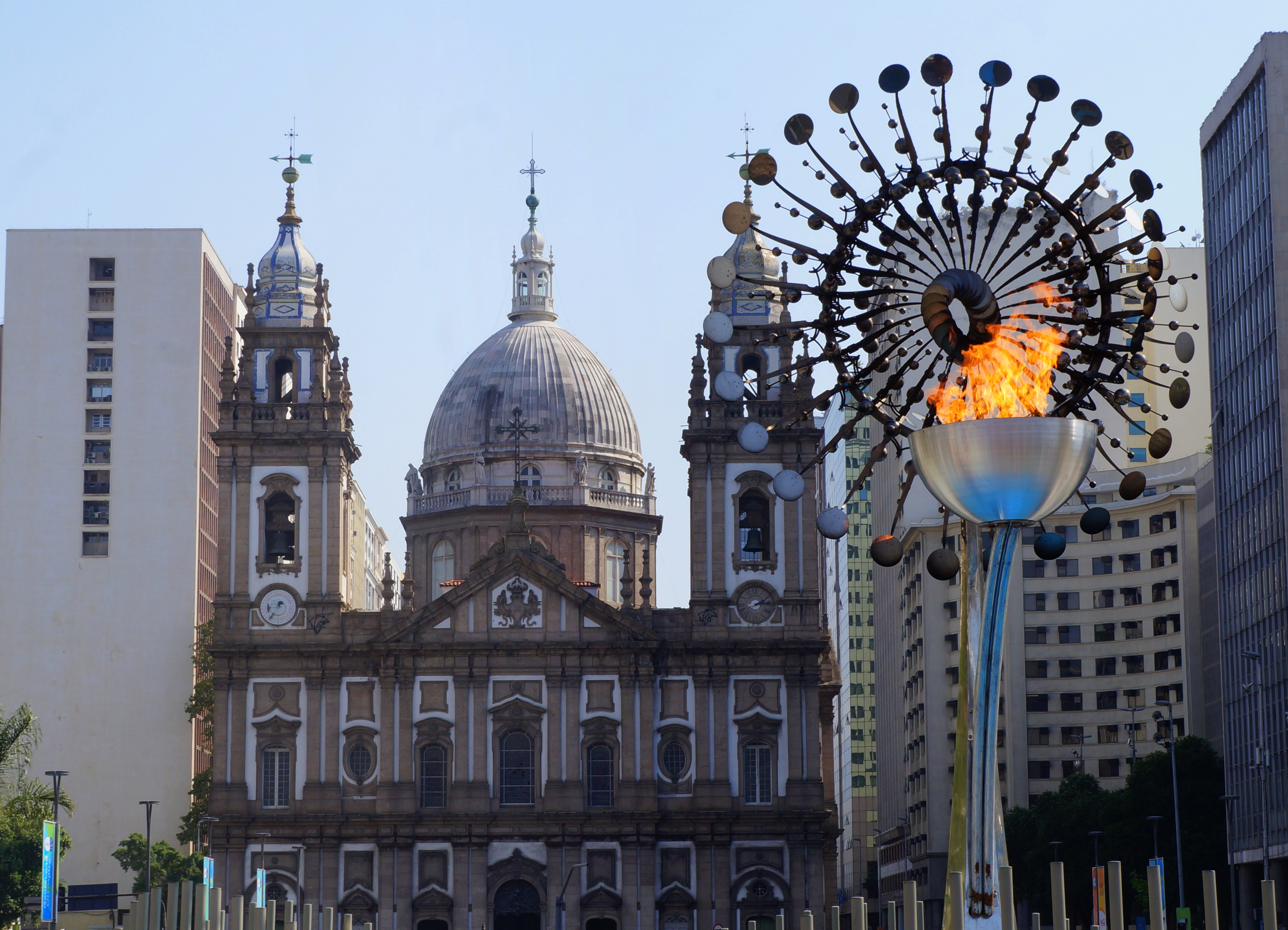
Pira Olímpica acesa no Largo da Candelária, durante os Jogos Olímpicos de Verão de 2016.

O Largo da Candelária, onde se situa uma das piras que recebeu a Chama Olímpica durante os Jogos Olímpicos de Verão de 2016, foi reaberto ao público em 5 de agosto de 2016. Com 42.463 m², foi o último trecho da Orla Conde a ser aberto em 2016, tornando possível a circulação, a pé ou de bicicleta, entre o Aterro do Flamengo e o Armazém 8 do Cais da Gamboa.
Em seus arredores, situam-se: a Igreja da Candelária, um templo católico palco do Comício da Candelária e da Chacina da Candelária; a Casa França-Brasil, um pólo de difusão de cultura e referência em arte contemporânea; o Centro Cultural Banco do Brasil, um centro cultural gerido pelo Banco do Brasil; o Espaço Cultural da Marinha, que abriga parte do acerco da Marinha do Brasil; e o Centro Cultural dos Correios, um centro cultural gerido pela Empresa Brasileira de Correios e Telégrafos.

### Praça Barão de Ladário

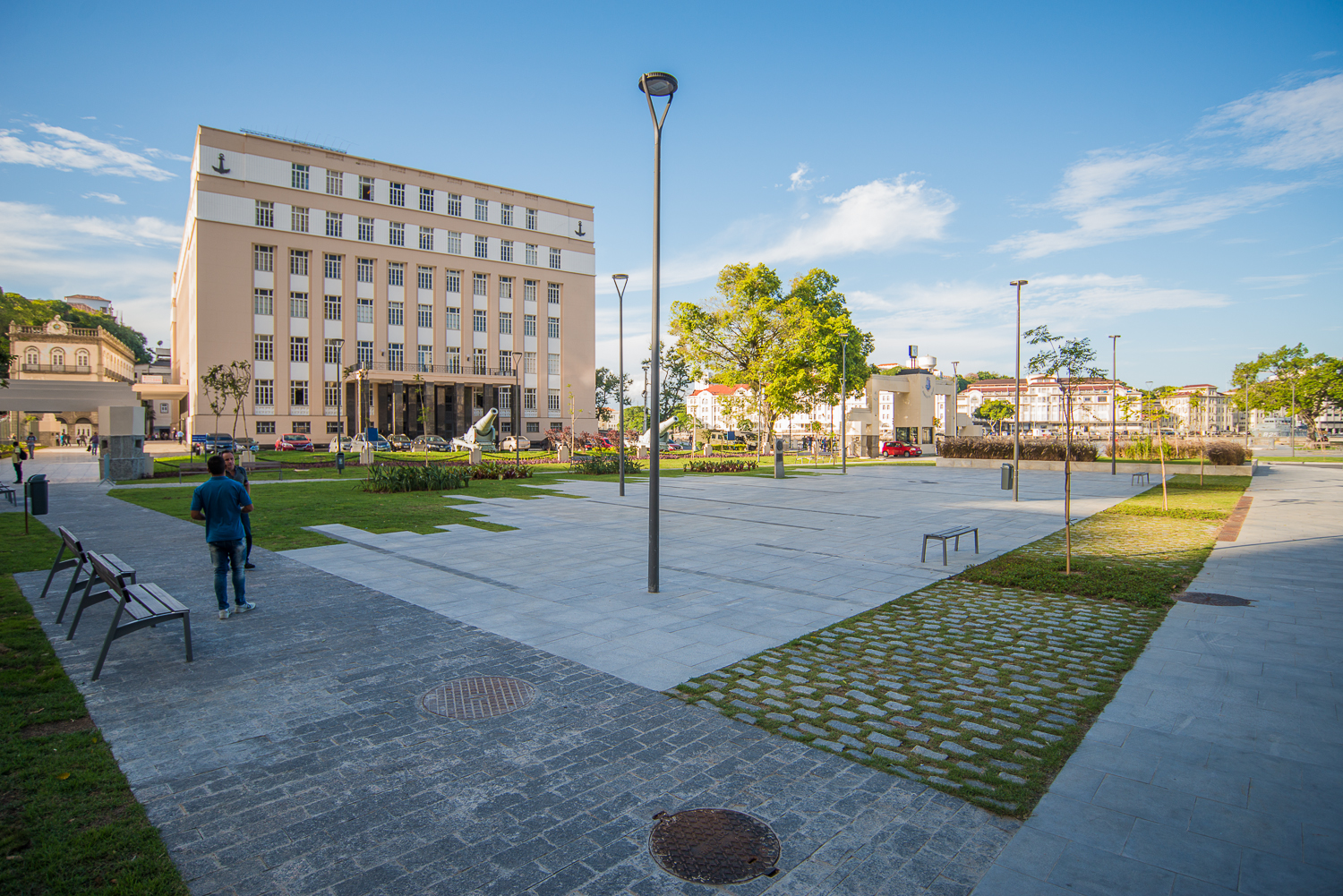
Piso de mosaico da Praça Barão de Ladário, em 2017.

No dia 20 de março de 2017, a Praça Barão de Ladário, antes fechada em virtude das obras do Túnel Prefeito Marcello Alencar e do Túnel Rio450, foi reaberta e incorporada à orla. Ocupando 2.150 m² de área, a praça conta com uma vegetação composta de Bromélia Imperial, Orquídea-Bambu e Ipê Amarelo, além de capim. O piso de mosaico é composto por granito, pedras, paralelepípedos e grama.
A praça, originalmente inaugurada em 1936, recebeu seu nome em homenagem a José da Costa Azevedo, o Barão de Ladário, que foi o último ministro da Marinha do Segundo reinado. Ao longo de sua vida, também desempenhou as funções de deputado geral e de senador da República.

## Equipamentos culturais

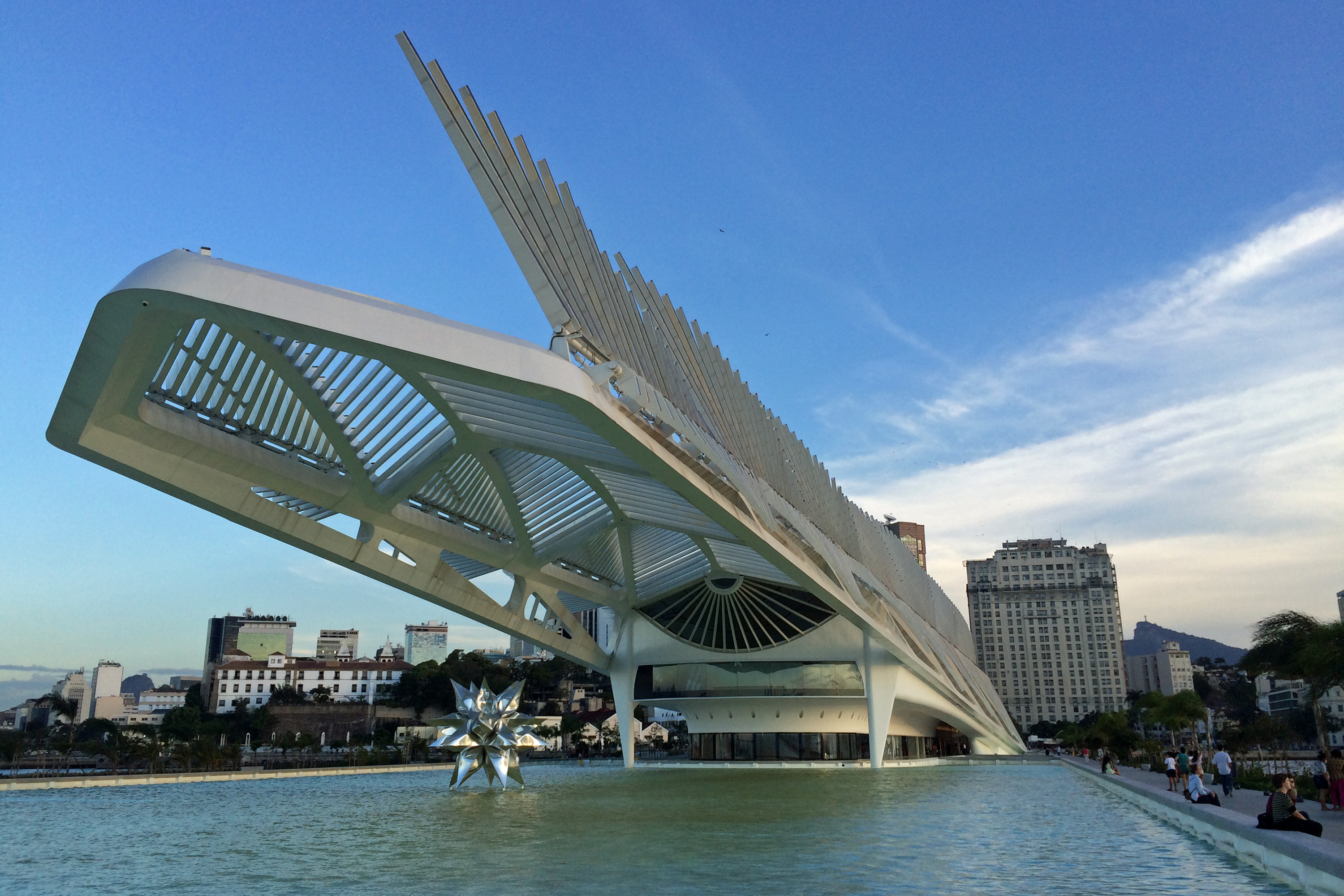
Museu do Amanhã, inaugurado em 2015.

Na Orla Conde estão situados diversos centros culturais e espaços de interesse público, tanto históricos quanto modernos, da Zona Central da cidade do Rio de Janeiro. Outros equipamentos situam-se nas proximidades do passeio público, dos quais todos são históricos. A lista destes equipamentos está a seguir:
1. Museu Histórico Nacional
2. Ladeira da Misericórdia
3. Museu da Imagem e do Som
4. Instituto Histórico-Cultural da Aeronáutica
5. Centro Cultural do Ministério da Saúde
6. Museu Naval
7. Paço Imperial
8. Espaço Cultural da Marinha
9. Casa França-Brasil
10. Centro Cultural Banco do Brasil (CCBB)
11. Centro Cultural dos Correios
12. Igreja da Candelária
13. Mosteiro de São Bento
14. Museu do Amanhã
15. Museu de Arte do Rio (MAR)
16. Fortaleza de Nossa Senhora da Conceição
17. Pedra do Sal
18. Observatório do Valongo
19. Jardim Suspenso do Valongo
20. Cais do Valongo
21. Armazém da Utopia
22. AquaRio
23. Instituto de Pesquisa e Memória Pretos Novos (IPN)
24. Centro Cultural José Bonifácio
25. Cemitério dos Ingleses
26. Galpões da Gamboa

## Jogos Olímpicos de Verão de 2016

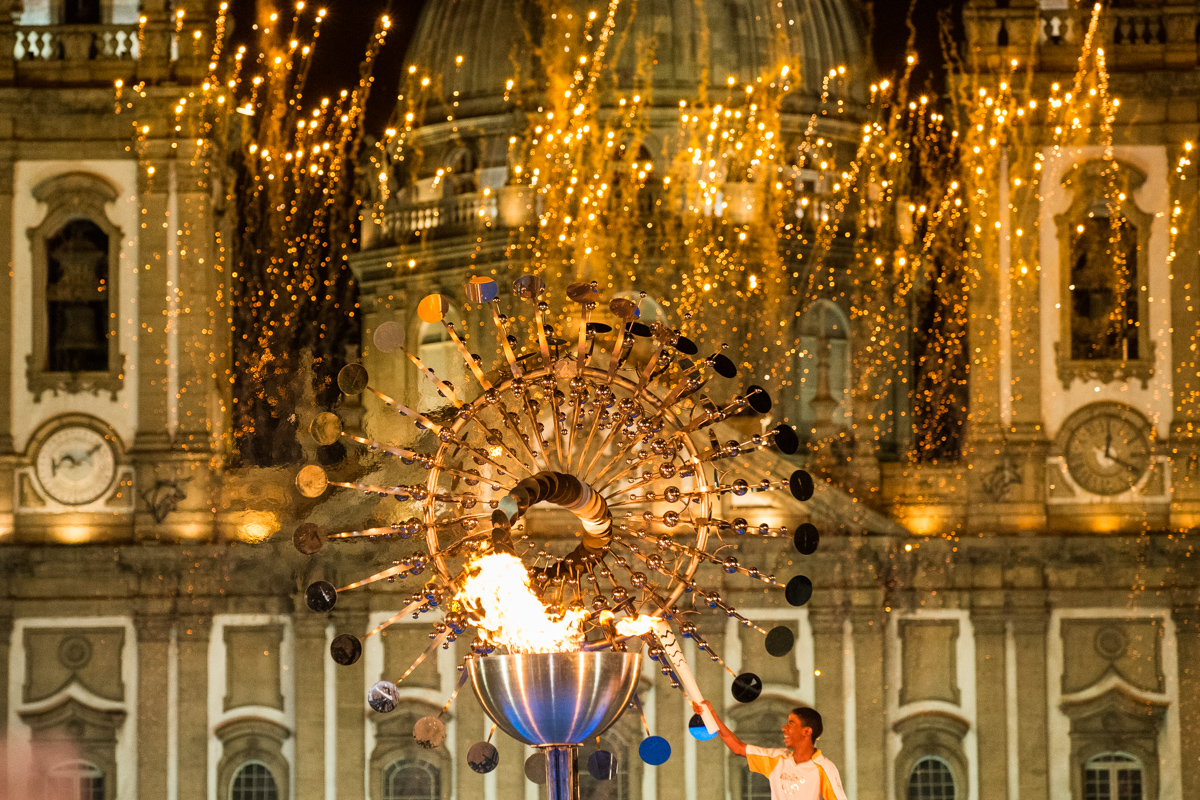
Chama Olímpica sendo acesa na pira olímpica situada no Largo da Candelária.

Em virtude dos Jogos Olímpicos de Verão de 2016, a orla recebeu uma das piras olímpicas que foram acendidas no dia 5 de agosto de 2016. Após a cerimônia de abertura dos Jogos Olímpicos de Verão de 2016, ocorrida no Estádio do Maracanã, a Chama Olímpica foi levada, por um garoto de 14 anos, até a pira, situada no Largo da Candelária. A pira, que se movimenta com o vento, foi criada pelo artista norte-americano Anthony Howe, conhecido por suas esculturas cinéticas cheias de efeitos visuais produzidos através dos movimentos de sua obra. Foi apelidada de "Pira do Povo" por ser a primeira pira a estar situada fora de um Estádio Olímpico e ser mais acessível ao público.
A Orla Conde, nessa época, contou com três palcos, onde grandes nomes da música brasileira realizavam shows dos mais variados ritmos: o Palco de Encontros, na Praça Mauá; o Palco Tendências, na Praça XV; e o Palco Amanhã, no trecho da Avenida Rodrigues Alves incorporado ao boulevard. O passeio público também contou com telões em alta definição, onde o público podia acompanhar as transmissões ao vivo das competições em curso.

## Planos futuros

### Quiosques
A prefeitura do Rio de Janeiro pretendia, durante a gestão do prefeito Marcelo Crivella, instalar cerca de 26 quiosques na Orla Conde, que atuariam como estruturas definitivas para alimentação e venda de souvenir ao longo do passeio público. O objetivo dos quiosques seria complementar a revitalização da região e consolidar a vocação turística do Boulevard Olímpico. A implementação destes 26 quiosques tinha previsão de ser iniciada no segundo semestre de 2017 e concluída no primeiro semestre de 2018. Outros 27 quiosques estavam planejados para serem erguidos em uma fase posterior, somando no final 53 quiosques que seriam instalados aproximadamente a cada 65 metros. Junto, estava prevista a criação de áreas de uso comum destinadas a alimentação e lazer, que contariam com mesas, cadeiras e ombrelones.
Em editorial, o jornal O Globo criticou os planos de implementação dos quiosques. Segundo o jornal, os quiosques seriam um desincentivo a futuros empreendedores das proximidades do passeio público, que sofreriam a concorrência direta desses pontos de venda, além de desestimularem a ocupação dos imóveis degradados da região. O editorial destacou ainda a poluição visual e o risco de desordem pública que seriam acarretados com o excesso de quiosques na Orla Conde.

### Expansão

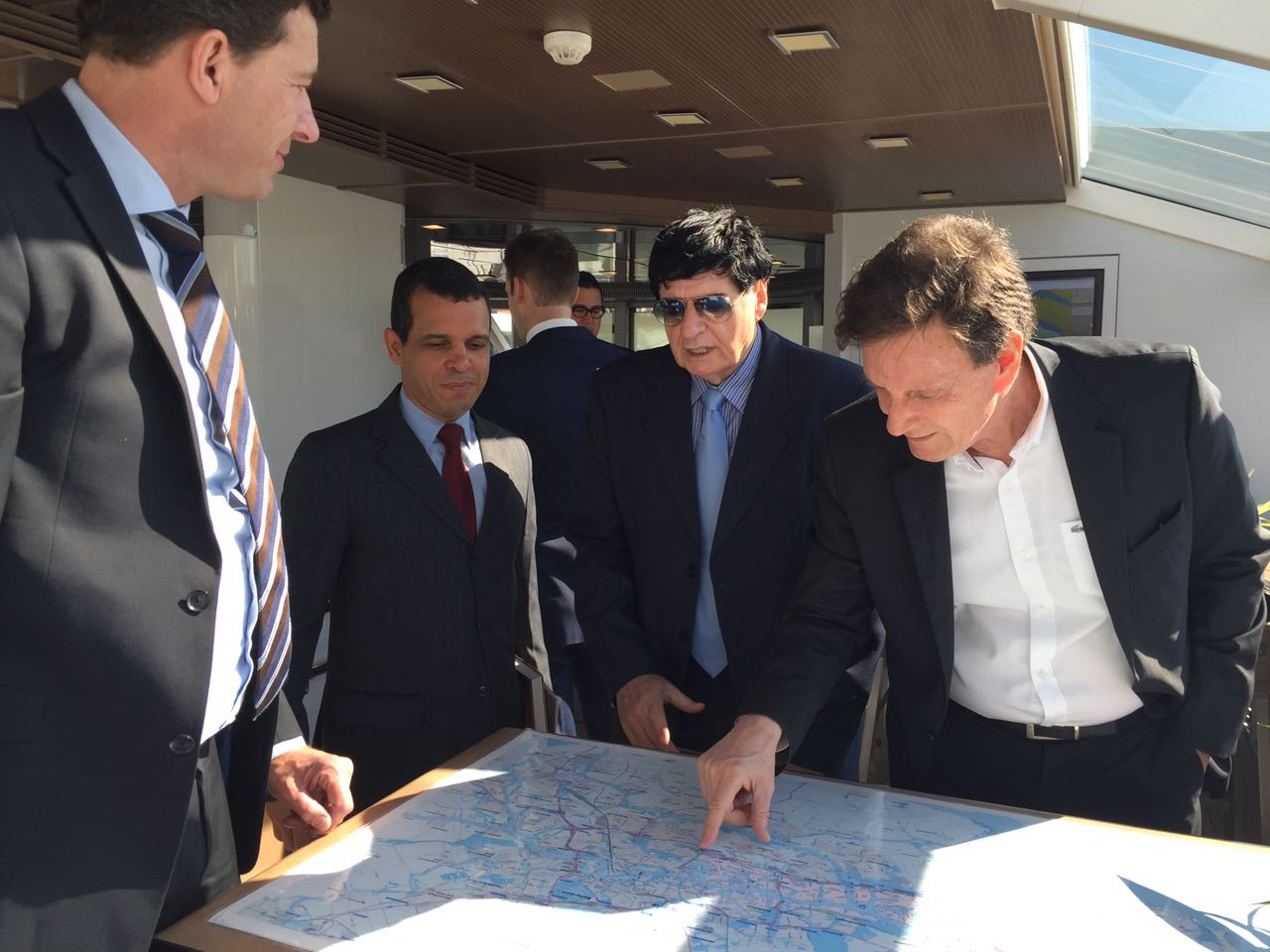
Prefeito Marcelo Crivella reunido com representantes da Port of Rotterdam International, empresa que administra o Porto de Roterdã.

A prefeitura do Rio de Janeiro, sob a gestão do prefeito Marcelo Crivella, pretendia expandir o Boulevard Olímpico do AquaRio até a altura da Rodoviária Novo Rio. O novo trecho, de cerca de 2,5 km, seria feito em parte do Cais da Gamboa, na porção que margeia a Avenida Rodrigues Alves, e tornaria a Orla Conde "o maior boulevard do mundo", com aproximadamente 6,0 km de extensão. Para que isso fosse feito, o ex-ministro dos Transportes Maurício Quintella, quando era o titular da pasta, havia criado um grupo de trabalho a fim de preparar a municipalização de todo o Cais da Gamboa, incluindo o Terminal de Cruzeiros. Pretendia-se, entre outras coisas, realizar a instalação de museus, de restaurantes e de bares na nova área da Orla Conde.
O projeto de municipalização do Porto do Rio de Janeiro, que contempla o Cais da Gamboa, foi apresentado no dia 31 de março de 2017 pelo prefeito Marcelo Crivella. Segundo o projeto, o município passaria a ser a Autoridade Portuária Municipal, assumindo a articulação e a supervisão das atividades portuárias. A municipalização seria baseada na experiência do Porto de Roterdã, o mais importante em atividade econômica na Europa. No Porto de Roterdã, a autoridade é formada por diversas empresas que, em pool, tem uma administração central: a Agência Portuária. Essas empresas administram o porto, propriedade da cidade de Roterdã, porém a gestão é feita por terceiros por intermédio de concessão. Caso o Porto do Rio de Janeiro fosse municipalizado, seria esse o modelo a ser adotado.